# Cot Keumuning
Cot Keumuning is een bestuurslaag in het regentschap Aceh Utara van de provincie Atjeh, Indonesië. Cot Keumuning telt 260 inwoners (volkstelling 2010).